# وزیر ایالت آلاباما
وزیر ایالت آلاباما (به انگلیسی: Secretary of State of Alabama) یکی از افسران قانون اساسی ایالت آلاباما است. قدمت این پست به پیش از ایالت بودن آلاباما یعنی دوران قلمرو آلاباما بازمی‌گردد. از سال ۱۸۱۹ تا ۱۹۰۱، وزیر ایالت در دوره‌های دو ساله انتخاب می‌شد تا اینکه قانون اساسی ایالت تغییر کرد و مدت آن به چهار سال افزایش یافت. تا سال ۱۸۶۸، وزیر ایالت توسط مجلس قانونگذاری آلاباما انتخاب می‌شد، اما اکنون توسط رأی مردم انتخاب می‌شود. شرایط و بیش از ۱۰۰۰ وظیفهٔ متصدی آن توسط بخش‌های ۱۱۴، ۱۱۸، ۱۳۲ و ۱۳۴ قانون اساسی آلاباما و در سراسر قانون آلاباما تعریف شده است.
وزیر ایالت باید حداقل ۲۵ سال سن داشته باشد، حداقل هفت سال شهروند ایالات متحده باشد، حداقل پنج سال ساکن ایالت آلاباما باشد و یک رای‌دهنده ثبت‌نام‌کرده باشد. وزیر ایالت و فرماندار در یک دوره انتخاباتی انتخاب می‌شوند و ممکن است فقط دو دوره متوالی می‌توانند خدمت کنند. فرماندار می‌تواند در صورت استعفا یا فوت، وزیر ایالت جایگزینی را تعیین کند.